# Montfranc
Montfranc település Franciaországban, Aveyron megyében. Lakosainak száma 130 fő (2022. január 1.). Montfranc Pousthomy, Le Masnau-Massuguiès, Massals és Miolles községekkel határos.

## Népesség
A település népessége az elmúlt években az alábbi módon változott:
| Lakosok száma | 181  | 168  | 158  | 131  | 124  | 126  | 124  | 127  | 128  | 130  |
|               | 1968 | 1982 | 1990 | 2006 | 2013 | 2015 | 2017 | 2019 | 2020 | 2022 |